# Tommy Ho
Tommy Ho (ur. 17 czerwca 1973 w Houston) – amerykański tenisista.

## Kariera tenisowa
Karierę tenisową rozpoczął w 1988 roku.
W singlu do największych osiągnięć Amerykanina zalicza się zwycięstwo w 4 turniejach rangi ATP Challenger Tour. Najpierw triumfował w 1990 roku w Ponte Vedra, dwa lata później w Hongkongu, gdzie po drodze wyeliminował m.in. Leandera Paesa, a w finale Grega Rusedskiego. Trzeci tytuł wywalczył we wrześniu 1994 roku w Singapurze, a w lutym 1995 roku w Indian Wells. Najwyżej w rankingu singlistów był na 85. miejscu pod koniec czerwca 1995 roku.
W grze podwójnej Ho wygrał 4 turnieje z cyklu ATP World Tour, w tym rozgrywki ATP Masters Series w Indian Wells z 1995 roku. Partnerem deblowym Amerykanina był Brett Steven, a w finale pokonali Gary'ego Mullera i Pieta Norvala. Ponadto Ho był uczestnikiem 3 finałów imprez ATP World Tour. W zestawieniu deblistów najwyżej był na 13. pozycji na początku stycznia 1996 roku.
Od roku 1995 Amerykanin zmagał się głównie z problemami zdrowotnymi, często wycofując się z turniejów lub poddając mecze walkowerem. W 1997 roku ogłosił zakończenie kariery tenisowej.

### Finały w turniejach ATP World Tour
| Legenda                                      |
| -------------------------------------------- |
| Wielki Szlem                                 |
| Igrzyska olimpijskie                         |
| Tennis Masters Cup / ATP Finals              |
| ATP Masters Series / ATP Tour Masters 1000   |
| ATP International Series Gold / ATP Tour 500 |
| ATP International Series / ATP Tour 250      |

#### Gra podwójna (4–3)
| Końcowy wynik | Nr | Data                 | Turniej      | Nawierzchnia    | Partner            | Przeciwnicy                    | Wynik finału  |
| ------------- | -- | -------------------- | ------------ | --------------- | ------------------ | ------------------------------ | ------------- |
| Zwycięzca     | 1. | 23 października 1994 | Pekin        | Dywanowa (hala) | Kent Kinnear       | David Adams Andriej Olchowski  | 7:6, 6:3      |
| Finalista     | 1. | 19 lutego 1995       | Memphis      | Twarda (hala)   | Brett Steven       | Jared Palmer Richey Reneberg   | 6:4, 6:7, 1:6 |
| Zwycięzca     | 2. | 12 marca 1995        | Indian Wells | Twarda          | Brett Steven       | Gary Muller Piet Norval        | 6:4, 7:6      |
| Zwycięzca     | 3. | 23 kwietnia 1995     | Hongkong     | Twarda          | Mark Philippoussis | John Fitzgerald Anders Järryd  | 6:1, 6:7, 7:6 |
| Zwycięzca     | 4. | 22 października 1995 | Pekin        | Dywanowa (hala) | Sébastien Lareau   | Dick Norman Fernon Wibier      | 7:6, 7:6      |
| Finalista     | 2. | 12 listopada 1995    | Moskwa       | Dywanowa (hala) | Brett Steven       | Byron Black Jared Palmer       | 4:6, 6:3, 3:6 |
| Finalista     | 3. | 7 stycznia 1996      | Adelaide     | Twarda          | Jonas Björkman     | Todd Woodbridge Mark Woodforde | 5:7, 6:7      |